# ریم-۶۶ استاندارد
ریم-۶۶ استاندارد (به انگلیسی: RIM-66 Standard Missile) موشک‌های سطح به‌هوای دریاپایهٔ آمریکایی است که شرکت ریتیون آن را برای نیروی دریایی ایالات متحده طراحی و تولید کرده‌است. این سامانهٔ موشکی در دهه ۱۹۶۰ برای جایگزینی موشک‌های پدافند هوایی نسل اول ریم-۲۴ تارتار و ریم-۲ تریر در کشتی‌های نیروی دریایی آمریکا ساخته شد و اولین مدل آن با نام SM-1MR معروف به استاندارد ۱ از سال ۱۹۶۸ وارد خدمت رسمی شد. این موشک کاربری دوگانه ضد کشتی نیز دارد و می‌توان از آن علیه اهداف سطحی نیز استفاده کرد.
اس‌ام-۲ یا استاندارد-۲ که نمونه‌های جدیدتر آن همچنان مهمترین سلاح دفاعی سطح‌به‌هوای شناورهای سطحی آمریکا هستند، بخش محوری سامانه پدافند هوایی ایجس را تشکیل می‌دهد. سامانه‌ای که در سال ۱۹۸۳ عملیاتی شد و انقلابی را در مدیریت سریع پدافند هوایی ناوها به پا کرد.

## انواع
استاندارد-۱ موشکی میان‌برد با حداکثر برد عملیاتی ۲۹ تا ۳۷ کیلومتر بود (MR در نام این موشک هم مخفف میان‌برد است) و توانایی درگیری با اهداف دوربرد را نداشت، به همین جهت انواع SM-2MR و SM-1ER آن در دهه ۱۹۷۰ طراحی شده و از سال ۱۹۸۱ وارد سرویس شدند. مدل ER (مخفف extended-range به معنی افزایش بُردیافته) با نام ریم-۶۷ استاندارد شناخته می‌شود، هرچند تفاوت خاصی با ریم-۶۶ به جز افزودن یک راکت کمکی ندارد. اما SM-2 یا استاندارد-۲ یکی از مدل‌های ریم-۶۶ به حساب می‌آید.
بعدها موشک‌های دیگری نیز با ارتقا و بهسازی این موشک ساخته شدند که همگی لقب استاندارد را در نام خود یدک می‌کشند. خانواده موشک‌های استاندارد شامل ای‌جی‌ام-۷۸ استاندارد نوع هواپایه و ضد رادار این خانواده، ریم-۱۶۱ استاندارد معروف به استاندارد-۳ که با برد فوق‌العاده بالای ۷۰۰ تا ۲۵۰۰ کیلومتر برای دفاع از کشتی‌های جنگی در برابر موشک‌های بالستیک ساخته شده و ریم-۱۷۴ استاندارد جدیدترین عضو خانواده استاندارد می‌شود که از سال ۲۰۱۳ وارد خط تولید شرکت ریتیونز شده‌است. ریم-۱۷۴استاندارد برخلاف بقیه انواع استاندارد از جستجوگر راداری فعال برخوردار است و ۲۴۰ کیلومتر برد دارد.

## ویژگی‌ها
ریم-۶۶ استاندارد از همان بدنهٔ پروازی موشک تریر استفاده می‌کرد تا کشتی‌ها برای حمل آن نیاز به تغییر سیستم پرتابگرهای خود نداشته باشند. بدنهٔ تریر هم شامل بال‌های عرضی باریک و درازی می‌شد که برای مانورپذیری بیشتر با دمی کوچک و تمام متحرک همراه شده بود تا بتواند اهداف پرنده چابک را در آسمان شکار کند.
وزن موشک استاندارد-۱ حدود ۴۹۵ کیلوگرم است که در استاندارد-۲ به ۶۲۱ کیلوگرم افزایش یافته‌است. قیمت استاندارد-۱ حدود ۴۰۹ هزار دلار و استاندارد-۲ حدود ۴۲۱ هزار دلار است. طول هر دو مدل ۴.۴۱ متر و قطر آن‌ها ۳۴۳ میلی‌متر است و نیروی پیشرانهٔ هر دو از یک موتور راکتی ِ سوخت جامد ِ تک‌مرحله‌ای تأمین می‌شود و کلاهک جنگی آن‌ها نیز شامل مواد منفجره با فیوز تماسی می‌شود.

## هدایت
تمامی مدل‌های این موشک از قابلیت هدایت با استفاده از ناوبری گرانشی در میانه‌های راه بهره‌مند هستند و در مرحله پایانی پرواز خود از هدایت راداری نیمه‌فعال بهره می‌برند. یعنی در حالی‌که رادار کشتی هدف دشمن را مورد تابش امواج خود قرار داده و به اصطلاح بر روی آن قفل کرده‌است، موشک شلیک شده و هنگامی که به هدف نزدیک شد، امواج رادار منعکس‌شده به جستجوگر راداری که روی دماغهٔ موشک نصب شده‌اند می‌رسند، سپس موشک مسیر برگشت امواج رادار را ادامه می‌دهد تا به هدف برخورد کند. موشک‌های SM-2MR Block IIIB علاوه بر جستجوگر راداری به یک حسگر امواج فروسرخ هم مجهز هستند تا از تابش گرمایی هدف هم برای آشیانه‌یابی فروسرخ استفاده کنند.

## کاربران
ریم-۶۶ استاندارد صادرات موفقی هم داشت و به کشورهای ژاپن، ترکیه، آلمان، هلند، ایران، کانادا، کره جنوبی، تایوان، لهستان، شیلی، اسپانیا، استرالیا، پاکستان، فرانسه و یونان هم صادر شده‌است که به جز فرانسه و یونان بقیه کشورها همچنان در حال به‌کارگیری آن هستند. در نیروی دریایی ایران این موشک در میانه‌های دهه ۱۹۷۰ ابتدا برای استفاده برای ناوشکن‌های آمریکایی ببر و پلنگ خریداری شد و سپس کشتی‌های جنگی دیگری از جمله تعدادی از قایق‌های موشک‌انداز کلاس کمان، هم به آن مجهز شدند.
در جریان جنگ نفت‌کش‌ها و جنگ خلیج فارس این موشک سلاح دفاعی اصلی رزمناوها و ناوشکن‌های آمریکایی اعزام شده به آب‌های خلیج فارس بود و هم علیه اهداف پرنده و هم علیه اهداف سطحی از آن استفاده شد. در عملیات آخوندک قایق موشک‌انداز ایرانی جوشن با موشک‌های ریم-۶۶ استاندارد غرق شد. سرنگونی هواپیمای مسافربری ایرباس ایرانی در سال ۱۳۶۷ هم با شلیک دو فروند از این موشک از رزمناو یواس‌اس وینسنس رخ داد.